# Northern-Thunderbird-Air-Flug 202
Der Northern-Thunderbird-Air-Flug 202 (Flugnummer ICAO: NTA202, IATA: NT202, Funkrufzeichen: THUNDERBIRD 202) war ein Positionierungsflug der Northern Thunderbird Air, am 28. Juli 2005. Auf diesem Flug verunfallte ein Geschäftsreiseflugzeug des Typs Beechcraft Super King Air 200 in einer engen Gebirgsschlucht. Bei dem Unfall kamen beide Piloten, die einzigen Insassen, ums Leben.

## Maschine
Bei der verunfallten Maschine handelte es sich um eine Beechcraft Super King Air 200, welche 1974 mit der Werknummer BB-190 gebaut wurde. Die Maschine hatte sich im Laufe der Jahre im Besitz verschiedener Unternehmen in Nordamerika befunden und war ab dem 9. Januar 2004 mit dem Luftfahrzeugkennzeichen C-FCGL auf die Northern Thunderbird Air zugelassen. Das zweimotorige Geschäftsreiseflugzeug war mit zwei Turboproptriebwerken des Typs Pratt & Whitney Canada PT6A-41 ausgestattet. Die Gesamtbetriebsleistung der Maschine betrug zwei Tage vor dem Unfall 21.336,1 Betriebsstunden.

## Insassen
Da es sich um einen Positionierungsflug handelte, befand sich lediglich eine zweiköpfige Besatzung, bestehend aus einem Flugkapitän und einem Ersten Offizier, an Bord der Maschine. Der Flugkapitän gehörte der Fluggesellschaft seit drei Jahren an. Er verfügte über 2.700 Stunden Flugerfahrung, wovon er 100 Stunden im Cockpit der Beechcraft Super King Air 200 absolviert hatte. Der Erste Offizier wurde vier Monate vor dem Unfall durch die Northern Thunderbird Airlines eingestellt. Er verfügte über 1.200 Stunden Flugerfahrung, wovon er 80 Stunden im Cockpit der Beechcraft Super King Air 200 absolviert hatte.

## Unfallhergang
Die Maschine startete um 08:24 Uhr vom Flughafen Vancouver. Der Flug zum Smithers Airport sollte als Sichtflug durchgeführt werden. Die Maschine traf nicht an ihrem Zielort ein und es wurde daraufhin eine Suche eingeleitet. Das Wrack der Beechcraft wurde zwei Tage später, am 30. Juli 2005 in einer schmalen Gebirgsschlucht entdeckt. Die Unfallstelle befand sich in einer Höhe von 3.900 Fuß über dem Meeresspiegel an einem steil ansteigenden Hang. Beide Piloten waren ums Leben gekommen, ein nach dem Unfall ausgebrochener Brand hatte das Wrack fast völlig zerstört. Das Feuer hatte auch die Notfunkbake zerstört, weshalb die Maschine nicht geortet werden konnte.

## Ursache
Als Unfallursache wurde das Einfliegen der Maschine in eine enge, steil ansteigende Gebirgsschlucht ermittelt. Die Steigfähigkeit der Maschine hätte dabei nicht der steilen Geländebeschaffenheit genügt, letztere darüber hinaus eine Umkehr unmöglich gemacht. Weshalb die Piloten in die Schlucht eingeflogen waren, konnte nicht ermittelt werden. Die Piloten waren nicht im Umgang mit derart einmaligen Gefahren geschult, auch wurden ihnen besondere Betriebsabläufe beim Überfliegen von bergigem Gebiet nicht vermittelt. Die Angaben im Betriebshandbuch hinsichtlich Sichtflügen seien unzureichend gewesen – sie bestanden im Wesentlichen aus dem Hinweis, dass Hindernisse mit einem Abstand von 500 Fuß zu überfliegen seien.